# Traxamillion
Султан Бэнкс (англ. Sultan Banks; 26 февраля 1979 — 2 января 2022), более известный под сценическим псевдонимом Traxamillion — американский хип-хоп продюсер из Сан-Хосе, Калифорния. Известен продюсированием таких песен, как «Super Hyphy» от Keak Da Sneak и «Grown Man On» от дуэта Dem Hoodstarz (в том числе и ремикс версию). Его дебютный альбом The Slapp Addict был сборником треков хайфи исполнителей из Области залива Сан-Франциско. Он был выпущен 22 августа 2006 года. Согласно мнению некоторых фанатов, Traxamillion считается основателем хайфи звучания.
В выпущенной Traxamillion компиляции The Slapp Addict в гостевом участии присутствовали как мейнстримные, так и менее известные рэперы из Области залива Сан-Франциско. Traxamillion также отвечал за создание ремикса «About Us» певицы Broke Hogan при участии E-40. Помимо продюсерской деятельности он также и был сам рэпером, что было продемонстрировано в треках «Bring It Back» и «Skrape» в The Slapp Addict. Его песня «The Movement» появилась в качестве саундтрека к игре College Hoops 2K7.
В 2010 году Traxamillion подписал контракт с лейблом 454 Life Entertainment после продюсирования второго сингла лейбла «We Get Money» от Drew Deezy и Thai VG при участии Glasses Malone. После этого он спродюсировал большую часть треков в компиляции лейбла «As Real As It Gets».
В 2017 году у Traxamillion была диагностирована «редкая форма рака». 2 января 2022 года он умер от болезни в возрасте 42 лет, находясь в хосписе в доме своей тёти в Сан-Хосе.

## Дискография

### Альбомы
- 2006: The Slapp Addict
- 2012: My Radio
- 2016: The Tech Boom
- 2020: For The City (совместно с City Shawn)
- 2021: Sirens

### Микстейпы
- 2007: Ridin' High
- 2012: Traxamillion Did It

### Мини-альбомы
- 2016: The Trapp Addict
- 2018: Traxamillion Presents: It Was a Hot Summer (совместно с Ziggy)

### Синглы
- 2005: «Super Hyphy» (feat. Keak Da Sneak)
- 2006: «From The Hood» (feat. The Jacka, Husalah and San Quinn)
- 2006: «Sideshow» (feat. Mistah F.A.B. and Too Short)
- 2006: «Club Stuntin» (feat. The Pack)
- 2006: «Gas, Skrape» (feat. Izz Thizz)
- 2006: «On Citas» (feat. Keak Da Sneak)
- 2006: «Cruisin Down The Avenue» (feat. Soz). Спродюсирован Traxamillion
- 2006: «Yellow Bus» (feat. Mistah F.A.B.)
- 2006: «About Us (remix)» (feat. Brooke Hogan and Paul Wall)
- 2007: «Radar» (feat. Izz Thizz)
- 2007: «San Francisco Anthem» (feat. San Quinn, Big Rich, and Boo Banga)
- 2007: «White Kids Aren’t Hyphy» (MC Lars)
- 2009: «808»
- 2010: «We Get Money» Drew Deezy, Thai, Feat. Glasses Malone & Matt Blaque. Спродюсирован Traxamillion
- 2010: «I Don’t See Nothing Wrong» Drew Deezy, Thai, Feat. Bobby V.. Спродюсирован Traxamillion
- 2012: «Boy» (feat. Clyde Carson and Ya Boy) Produced by Traxamillion
- 2012: «Boy(Russian Remix)» (feat. Clyde Carson, SIFO, Seva Rizhsky, HarmLess, Dan_D) Спродюсирован Traxamillion
- 2013: «Real One»
- 2016: «Mood RN» (feat. Flammy Marciano)
- 2020: «I Don’t Wanna Dance» (feat. City Shawn and Too $hort)
- 2021: «Handstand» (feat. Shanti and Krissy Blanko)
- 2021: «Been Awhile» (feat. Mickey Shiloh)
- 2021: «Madness» (feat. Chenelle McCoy)

### Гостевое участие
- 2007: «Somebody Like You» (Chantelle Paige feat. Traxamillion) (он писал слова для трека и продюсировал его).
- 2008: «Lil Mama» (Roderick feat. Traxamillion) (он продюсировал трек единолично)
- 2014: «Rich Boy» (J Shabs Ft. Milla, MultiMilanaire, Traxamillion) (Он продюсировал бит совместно с MultiMilanaire)
- 2015: «Elevators» (Fly Commons feat. Nio Tha Gift, Erk Tha Jerk, Traxamillion) (он совместно продюсировал бит)